# قضايا الاعتداء الجنسي في الكنيسة الكاثوليكية في أوروبا
أثرت فضيحة الاعتداءات الجنسية الكاثوليكية في أوروبا على العديد من الأبرشيات في الدول الأوروبية. تلخص هذه المقالة الحالات المبلغ عنها لاعتداءات جنسية ارتكبها رجال الدين وممثلو الكنيسة الكاثوليكية حسب البلد والأبرشية.
تعتبر إيطاليا حالة استثنائية حيث منحت اتفاقية لاتران لعام 1929 الفاتيكان استقلالًا قانونيًا عن إيطاليا، مما سمح لرجل الدين باللجوء إلى قوانين الفاتيكان بدلاً من القوانين الإيطالية.
وأشترت تقارير إلى أنه منذ انتخاب البابا فرنسيس بدأت الفاتيكان في زيادة جهودها تدريجياً للتعامل مع حالات الاعتداء الجنسي من قبل رجال الدين، على سبيل المثال في عام 2019، أوقفت الفاتيكان تطبيق "السرية البابوية" على الإجراءات القانونية المتعلقة بالاعتداءات الجنسية، مما أثر على جميع الدول.

## النمسا

### أبرشية فيينا
في عام 1995، استقال الكاردينال هانز هيرمان غروير من منصب رئيس الكنيسة الكاثوليكية في النمسا بعد اتهامات بالتحرش الجنسي. في عام 1998 غادر البلاد، لكنه ظل يحتفظ بلقب كاردينال.

### أبرشية سانكت بولتن
استقال الأسقف كورت كرن من منصبه في عام 2004 بعد فضيحة تتعلق بتحميل صور إباحية للأطفال من قبل أحد الطلاب في المدرسة الإكليريكية. تم العثور على ما يصل إلى 40,000 صورة وعدد غير معلن من الأفلام، بما في ذلك صور إباحية للأطفال، على جهاز الكمبيوتر لأحد طلاب المدرسة، لكن كرن أثار غضب الكثيرين عندما وصف الصور بأنها "مزحة طفولية".

### دير كريمسميونستر
في مارس 2010، تم تعليق عدة رهبان في دير كريمسميونستر، الواقع في مدينة كريمسميونستر في النمسا العليا، بسبب اتهامات خطيرة بالاعتداء الجنسي والعنف الجسدي. وكانت الحوادث المبلغ عنها تمتد من السبعينيات حتى أواخر التسعينيات وكانت قد خضعت للتحقيق من قبل الشرطة. في يوليو 2013 وجد القضاء النمساوي مدير دير كريمسميونستر ألفونس ماندورفر مذنبًا في 24 حالة موثقة من إساءة معاملة الأطفال والعنف الجنسي. القس الذي تم تجريده من رتبته الكهنوتية، والذي كان قد اتهم بارتكاب "أفعال جنسية بدرجات شدة مختلفة" على التلاميذ بين عامي 1973 و1993، تم الحكم عليه بالسجن لمدة اثني عشر عامًا. بحلول عام 2013 كانت المدرسة قد دفعت ما يقرب من 700,000 يورو كتعويضات.

## بلجيكا
تأثرت عدة أبرشيات بلجيكية بفضائح الاعتداءات والتي تضمنت ادعاءات مشابهة لتلك الموجودة في دول غربية أخرى. استجابةً لهذه الفضائح أنشأ المؤتمر الأسقفي البلجيكي لجنة مستقلة في عام 2000 برئاسة القاضية المتقاعدة جودلييف هالسبرغه. تم تقديم أكثر من 300 شكوى إلى اللجنة لكنها تعاملت مع 33 شكوى رسمية فقط. أيدت اللجنة 32 شكوى واعتبرت واحدة غير صحيحة. من بين هذه الحالات وصلت حالة واحدة فقط إلى المحكمة بسبب تقادم معظم الوقائع المتعلقة بالحالات الأخرى. في حوالي نصف الحالات الـ32 رفض المتهمون، وهم رجال دين ورهبان، المثول أمام اللجنة نتيجة نقص التعاون من الأسقفية البلجيكية في فرض الطاعة الهرمية. استقالت رئيسة اللجنة وعدد كبير من أعضائها نتيجة لهذه التحديات.
تم إنشاء لجنة مستقلة ثانية في عام 2009 تحت رئاسة الطبيب النفسي بيتر أدريانسنز. لكنه استقال من منصبه بعد مداهمة كبيرة قامت بها الشرطة القضائية في 24 يونيو 2010. حيث قامت الشرطة بتفتيش قصر رئيس الأساقفة في ميشيلين أثناء انعقاد المؤتمر الأسقفي البلجيكي رسميًا. كما أجريت عمليات تفتيش أخرى في كاتدرائية رئيس الأساقفة في مشلين، والإقامة الخاصة لرئيس الأساقفة السابق غودفريد دانيلز في ميشيلين، ومكاتب اللجنة المستقلة في لوفن. وتمت مصادرة 450 ملفًا داخليًا.

### أبرشية ميشيلين-بروكسل
- في 20 يونيو 1997 تم اعتقال القس السابق أندريه فاندرلين كاهن رعية سان جيل في بروكسل بتهمة اغتصاب قاصر. اعترف لاحقًا بسبع حالات اغتصاب وقعت بين عامي 1968 و1997.[13]
- في 18 ديسمبر 2008 حُكم على الكاهن السابق روبرت بوريمانز بالسجن خمس سنوات بتهمة الاعتداء الجنسي على طفل يبلغ من العمر ست سنوات خلال الفترة من 1994 إلى 2001. تم تأييد الحكم من قبل محكمة الاستئناف في بروكسل في أبريل 2010، ونتيجة لذلك تم تجريده من الرتبة الكهنوتية. وكان قد أُدين سابقًا بتهمة التعري الفاضح. ومن الجدير بالذكر أنه ترأس قداس زفاف ولي عهد بلجيكا الأمير فيليب وزوجته ماتيلد دوديكيم دي أكوز.[14][15][16][17]

#### أبرشية أنتويرب
- في 8 أبريل 1999 قُتل القس السابق يوريس هورفاث ضربًا في الشارع على يد فيم سي. كشفت التحقيقات لاحقًا أن فيم سي كان قد تعرض للاعتداء الجنسي من قبل الكاهن القتيل في طفولته. وأُصيب الجاني بجروح في كتفه برصاص قوات الشرطة الخاصة أثناء الحادثة.[11][18]
- وُجهت اتهامات رسمية ضد القس السابق برونو فوس كاهن رعية "أونز ليفه فراو تن هيميل أوبخنومن نيومور" في كالمتوت، بالاعتداء الجنسي على أربعة قاصرين. تضمنت التهم أيضًا حيازة مواد إباحية للأطفال.[19] حُكم عليه بالسجن لمدة تسع سنوات من قبل محكمة الاستئناف في أنتويرب في أبريل 2009.[20][21]
- في عام 2003، أُدين الكاهن السابق جيف فان دن أويولاند، كاهن رعية "سينت فيليبوس" في شوتن، باغتصاب ثلاثة أطفال تعرضوا للاعتداء منذ عام 1982.[22]

### أبرشية بروج
- في 14 نوفمبر 2005، حكمت محكمة بلجيكية على الأخ الديني السابق لوك دي من جماعة "فراتريس فان دالي" بالسجن لمدة 10 سنوات بتهمة الاعتداء الجنسي على 20 شخصًا من ذوي الإعاقات العقلية على مدى 16 عامًا.[23]
- في نفس التاريخ، حُكم على الأخ الديني السابق روجر هـ. من نفس الجماعة بالسجن 10 سنوات بسبب الاعتداء الجنسي على أشخاص من ذوي الإعاقات العقلية.[23]
- في أبريل 2010، استقال الأسقف روجر فانغيلوي بعد اعترافه بالاعتداء الجنسي على صبي خلال مسيرته ككاهن وفي سنواته الأولى كأسقف.[24]
- استقال الأب مارك فانغيلوي من منصبه كشمّاس في مجتمع رعية إيبر-سانت إيلوي ومدرس في مدرسة للأطفال ذوي الاحتياجات الخاصة في مايو 2010 بعد الجدل الإعلامي المتعلق بالتحرش الجنسي بالأطفال. كان قد أُدين في محكمة جنائية باغتصاب قاصر في الثمانينيات، لكنه استمر في عمله كمدرس وراعٍ.[25]

### أبرشية غنت
- في عام 1881، واجهت جماعة "إخوة سيدة لورد" فضيحة أولى، حيث تم سجن أحد الإخوة. وفي الستينيات، اندلعت فضيحة جديدة في نفس المؤسسة.
- حُكم على الكاهن السابق ليو أ. من رعية سانت مارتينوس في بافجم بالسجن لمدة سبع سنوات بتهمة اغتصاب أطفال من جوقة الكنيسة.[26][27]

### أبرشية هاسلت
- في 27 نوفمبر 2009، اعتقلت الشرطة كاهن الرعية بارت أبن من رعية أوفربيلت في ليمبورغ بتهمة الاغتصاب والاعتداء الجنسي على طفلين (صبي وفتاة) في رعيته السابقة بوخولتز على مدى فترة طويلة من 1991 حتى 2008.[28] اعترف بارت بجرائمه لأسقفه باتريك هوغمارتنز وللشرطة.[11][29]

### أبرشية لييج
- في 25 سبتمبر 1992، حُكم على كاهن الرعية لويس دوبون من رعية كينكمبوا قرب لييج بالسجن ثلاث سنوات، مع عقوبة إضافية تصل إلى خمس سنوات في حالة التكرار، بتهمة اغتصاب فتاة وصبي قاصرين في عام 1990.[30]

### أبرشية نامور
- في 25 أكتوبر 2000 حُكم على كاهن الرعية السابق أندريه لويس من رعية أوتر قرب نامور بالسجن 30 عامًا بتهمة اغتصاب 26 طفلًا على مدى فترة طويلة.[31][32]
- أُدين الكاهن السابق جيلبرت هوبرمونت من إحدى رعايا نامور الكبرى بتهمة التحرش الجنسي بصبي من جوقة الكنيسة يبلغ من العمر 14 عامًا في أوبانج بين 1987 و1991. أُعيد فتح القضية وأُدين نهائيًا في 5 يونيو 2007.[33][34]

### أبرشية تورناي
- تم اعتقال الكاهن جان فرانسوا جيسيلز، كاهن الرعية السابق في برونهو وروماس والشماس السابق في أنتوانغ ضمن أبرشية تورناي، في عام 2006 نتيجة عملية "فالكون"، وهي تحقيق عالمي بقيادة أمريكية حول استغلال الأطفال في المواد الإباحية عبر الإنترنت.[35][36]

### الرهبنة الساليزية
- في عام 2007 أصدرت محكمة جنائية بلجيكية حكمًا بالسجن لمدة أربع سنوات على القس السابق فيليم ف. سي، الذي تم تجريده من رتبته الكهنوتية، بتهمة ارتكاب جرائم جنسية بحق العديد من المراهقين القاصرين. وخلال التحقيق الجنائي الذي أجرته الشرطة والسلطات القضائية، تم اكتشاف حوادث سابقة لارتكاب جرائم جنسية وقعت أثناء عضويته في الرهبنة الساليزية. وقد تم طرده من هذه الرهبنة في عام 2001 بسبب تلك الحوادث.[11]

## كرواتيا

### أبرشية زغرب
- أُدين إيفان تشوتشك في عام 2000 بتهمة الاعتداء الجنسي على 37 فتاة صغيرة.[37] حُكم عليه بالسجن لمدة ثلاث سنوات، ولكن المحكمة العليا الكرواتية خفّضت العقوبة إلى سنة ونصف، مع تعليق التنفيذ إذا ارتكب الجريمة مرة أخرى.[38]

### أبرشية رييكا
- أُدين دراجو ليوبيتشيتش في عام 2007 بتهمة التحرش بخمسة مراهقين. كان ليوبيتشيتش كاهنًا كاثوليكيًا على جزيرة راب وحُكم عليه بالسجن ثلاث سنوات، ليصبح أول كاهن كاثوليكي يقضي عقوبة السجن في كرواتيا بسبب اعتداء جنسي.[39] وقبل الفضيحة، وفي مقابلة مع وكالة الصحافة الكاثوليكية "جلاس كونسيلا"، أرجع تجنب الأطفال الذهاب إلى الكنيسة إلى "التأثير القوي للشيوعية على جزيرة راب".[40]

## جمهورية التشيك

### أبرشية أولوموتس
- في عام 2000، وُجهت اتهامات ضد الأب فرانتيسك ميرتا ورئيس أساقفة أولوموتس يان غراوبنر بعد ادعاءات من طالب اللاهوت فاكلاف نوفاك بأن ميرتا اعتدى جنسيًا على أطفال مذبح منذ عام 1995. نجح نوفاك في إقناع مجموعة من الضحايا بالتقدم بإفاداتهم ضد ميرتا. في عام 2001، أُدين ميرتا بالاعتداء الجنسي على أكثر من 20 صبيًا وحُكم عليه بعقوبة مع وقف التنفيذ لمدة عامين. وكان رئيس الأساقفة غراوبنر قد فشل في الإبلاغ عنه أثناء توليه منصبه في مورافيا، وبدلًا من ذلك كان ينقله من مكان إلى آخر كلما ظهرت مشاكل.نُشرت في مارس 2001 كتاب بعنوان "يصرخون بصوت الخيانة" (بالتشيكية: Křičí hlasem zrady) يتناول قضايا الاعتداء الجنسي التي تورط فيها ميرتا، من تأليف فاكلاف نوفاك.[41]

## الدنمارك

### أبرشية كوبنهاغن
- في نهاية أبريل 2010، أبلغت الكنيسة الكاثوليكية في الدنمارك عن ارتفاع عدد حالات الاعتداء الجنسي إلى 17 حالة.[42]

## فرنسا
شهدت الكنيسة الكاثوليكية في فرنسا فضائح متعلقة بالاعتداءات الجنسية. في 3 يونيو 2019، أطلقت الكنيسة الكاثوليكية الفرنسية لجنة تحقيق في الاعتداءات الجنسية. ضمت اللجنة 22 متخصصًا من القانونيين، والأطباء، والمؤرخين، وعلماء الاجتماع، وعلماء اللاهوت. كان من المقرر أن تجمع اللجنة شهادات الشهود وتصدر استنتاجاتها بحلول نهاية عام 2020. في يوليو 2019، تنازل الفاتيكان عن الحصانة الدبلوماسية للمبعوث البابوي إلى فرنسا لويغي فينتورا الذي خضع للتحقيق في مزاعم اعتداء جنسي ومن المحتمل أن يواجه اتهامات جنائية في باريس. رغم استمرار التحقيق الجنائي في باريس،كُشف في 30 سبتمبر 2019 أن فينتورا لم يعد مقيمًا في فرنسا وانتقل إلى روما في إيطاليا. في 9 نوفمبر 2019، وافقت الأغلبية الساحقة من أعضاء مؤتمر أساقفة فرنسا البالغ عددهم 120 على قرار يلزم كل أسقف فرنسي بدفع تعويضات عن الاعتداءات الجنسية التي وقعت في أبرشيته. وتم تحديد حجم هذه التعويضات في أبريل 2020
في يونيو 2020، خلصت لجنة التحقيق المستقلة التي أُنشئت في يونيو 2019، إلى أن حوالي 3,000 طفل في فرنسا تعرضوا للاعتداء الجنسي على يد رجال دين ومسؤولين كاثوليك منذ عام 1950، بمعدل 40 ضحية سنويًا. في 11 نوفمبر 2020، أعلن جان مارك سوفه، رئيس اللجنة المستقلة، أن خط المساعدة الخاص بالاعتداء الجنسي، الذي أُغلق في 31 أكتوبر 2020، تلقى 6,500 مكالمة خلال 17 شهرًا، أبلغت عن حالات اعتداء جنسي. في 2 مارس 2021، أعلن رئيس اللجنة أن العدد المحتمل للضحايا الأطفال في الكنيسة الكاثوليكية بفرنسا قد يتجاوز 10,000 طفل.
في 23 يوليو 2020 أعلن مكتب المدعي العام في باريس توجيه تهم جنائية للمبعوث البابوي السابق لويغي فينتورا بتهمة الاعتداء الجنسي على أربعة رجال خلال عامي 2018 و2019. كان من المقرر أن تبدأ محاكمته في باريس في 10 نوفمبر 2020. أعلن محاميه أن فينتورا سيعود إلى باريس لحضور الجلسات شخصيًا، إلا أن المحاكمة بدأت في موعدها المحدد دون حضوره. برر فينتورا غيابه بتقرير طبي يشير إلى مخاطر السفر إلى فرنسا بسبب ارتفاع حالات الإصابة بفيروس كورونا هناك. ومع ذلك رفضت المحكمة طلب تأجيل المحاكمة، واستمرت الجلسات بشهادات من عدة رجال، بينهم طالب كاثوليكي، يتهمون فينتورا بالتحرش بهم. في 15 نوفمبر 2020 أُعلن أن فينتورا ظل في روما طوال مدة المحاكمة بسبب الجائحة ولم يتمكن من العودة إلى فرنسا. وفي 16 ديسمبر 2020 صدر الحكم بإدانته وحُكم عليه بالسجن مع وقف التنفيذ لمدة ثمانية أشهر.
في 3 أكتوبر 2021، أصدرت لجنة مستقلة تقريرًا صادمًا كشف أن حوالي 3,000 رجل دين كاثوليكي في فرنسا تورطوا في جرائم الاعتداء الجنسي منذ خمسينيات القرن العشرين من بين أكثر من 115,000 كاهن ومسؤول ديني. وفقًا للتقرير يُقدر أن 216,000 طفل تعرضوا للاعتداء الجنسي على يد كهنة كاثوليك، وقد يرتفع العدد إلى 330,000 إذا أُخذت في الحسبان الاعتداءات التي ارتكبها أعضاء علمانيون مرتبطون بالكنيسة.
في رد فعل أعرب البابا فرنسيس عن "الخزي" لفشل الكنيسة في معالجة قضية الاعتداءات الجنسية التي تورط فيها كهنة في فرنسا. عبر رئيس مؤتمر أساقفة فرنسا، المطران إريك دو مولان بوفور، عن "العار والرعب" بسبب نتائج التقرير. لكنه أثار جدلًا واسعًا برفض توصية اللجنة بإبلاغ الشرطة بحالات الاعتداء الجنسي التي تُكتشف خلال الاعتراف السري، مشيرًا إلى أن سرية الاعتراف "تفوق قوانين الجمهورية" باعتبارها مساحة حرة للتحدث أمام الله. أكد وزير الداخلية الفرنسي جيرالد دارمانان أن السرية المهنية لا تنطبق على مثل هذه الحالات، قائلاً: "لا توجد قوانين تفوق قوانين الجمعية الوطنية ومجلس الشيوخ. الجمهورية الفرنسية تحترم كل الأديان طالما تحترم قوانين الجمهورية". عقب ذلك قدم بوفور اعتذارًا، وأعلن مؤتمر الأساقفة أن الكنيسة ستراجع ممارساتها في ظل حجم هذه الجرائم، مع تأكيد الحاجة إلى التوفيق بين سرية الاعتراف وحماية الأطفال.

### أبرشية بيزانسون
قام برونو كيفر بإعطاء فتاة تبلغ من العمر تسع سنوات درسًا في صالة الألعاب الرياضية وكلاهما عاريين، وأظهر لفصله سروالًا داخليًا مطاطيًا كان يرتديه، وحُكم عليه بالسجن لمدة عام واحد بتهمة هتك العرض والاعتداء الجنسي على فتاة تبلغ من العمر خمسة عشر عامًا. كما حُكم على جان لوك هيكنر بالسجن لمدة 16 عامًا بتهمة اغتصاب سبعة فتيان صغار ترراوح أعمارهم بين 11 و14 عامًا بين عامي 1992 و1998.

### أبرشية ليون
في 7 مارس 2019 أُدين الكاردينال فيليب باربارين رئيس أساقفة ليون بتهمة التستر على جرائم اعتداء جنسي، وحُكم عليه بالسجن لمدة ستة أشهر مع وقف التنفيذ. بينما تمت تبرئة باقي المتهمين معه. وفي أبريل 2021، برأت المحكمة العليا في فرنسا باربارين من التهم الموجهة إليه. أما برنارد بريينات الكاهن الذي اتُّهم باربارين بحمايته فقد تم تجريده من صفته الكنسية بقرار من الكرسي الرسولي في 5 يوليو 2019، بعد أن أدانته محكمة كنسية بتهم تتعلق بالاعتداء الجنسي. وعلى الرغم من تبرئة باربارين، قبل البابا فرنسيس استقالته من منصب رئيس أساقفة ليون في 6 مارس 2020.
في 14 يناير 2020 وخلال محاكمته الجنائية، اعترف بريينات، الذي سبق إدانته في تهمة اعتداء جنسي أخرى عام 2016، بأنه كان لديه عادة "ملامسة" الكشافة الصبية الذين كان يشرف عليهم عندما كان يخدم كمرشد كشفي في ضاحية سانت فوي ليون بمدينة ليون. وأقر بأن هذه الأفعال كانت تمنحه "متعة جنسية". وفي 15 يناير 2020، كشف بريينات، الذي اتُّهم بالاعتداء على 80 كشافًا بين عامي 1971 و1991، أن الفاتيكان سمح له بإكمال دراسته في السمنار الديني ليصبح كاهنًا بعد خضوعه للعلاج في مستشفى فيناتير للأمراض النفسية بين عامي 1967 و1968، وأنه حذّر الفاتيكان بشأن دوافعه الجنسية.
بعد إدانة بريينات في عام 2016 بارتكاب جرائم اعتداء جنسي بين عامي 1986 و1991، والتي حُكم عليه بسببها بالسجن 18 شهرًا مع وقف التنفيذ، تردد أن باربارين عينه في منصب أعلى داخل أبرشية ليون. أما المحاكمة التي جرت عام 2020 بشأن جرائم الاعتداء الجنسي التي ارتكبها بريينات، والتي شهدت أيضًا تقديم 10 من ضحاياه دعاوى مدنية،فقد اختتمت في 17 يناير 2020، وصدر الحكم في 16 مارس. وفي ذلك اليوم، حُكم على بريينات بالسجن خمس سنوات بسبب اعتداءاته الجنسية على الكشافة الصبية.

### أبرشية كليرمون
في عام 2017 تمت إدانة كاهن لم يتم ذكر اسمه من محكمة فرنسية بتهمة الاعتداء الجنسي على أربعة ضحايا أثناء خدمته في جمهورية إفريقيا الوسطى. وحُكم عليه بالسجن لمدة خمس سنوات.

### أبرشية روان
في عام 2018 أقدم الأب جان-بابتيست سيبي على الانتحار بعد أن ظهرت اتهامات بأنه تحرش بشابة شمال روان. وكانت والدة الشابة قد قدمت شكوى إلى أبرشية روان، وبدأت تحقيقات جنائية بشأن سيبي.

### أبرشية بايو
في عام 2000 أُدين الكاهن رينيه بيسي من أبرشية بايو، بتهمة الاعتداء الجنسي على أحد عشر صبيًا صغيرًا. وحُكم عليه بالسجن لمدة 18 عامًا. كما حُكم على الأسقف بيير بيكان بالسجن ثلاثة أشهر مع وقف التنفيذ لعدم إبلاغ السلطات المدنية عن التهم الموجهة ضد بيسي.

### أبرشية إيفرو
حُكم على الكاهن دينيس فادبونكور، المولود في كندا، بالسجن لمدة 12 عامًا بتهمة اغتصاب قاصرين في رعية ليوراي (يور) بين عامي 1989 و1992.

### أبرشية ستراسبورغ
في فبراير 2019 أُدين كاهن يبلغ من العمر 60 عامًا، لم يتم ذكر اسمه، من قبل محكمة في كولمار بتهمة الاعتداء الجنسي على أربع شابات، إحداهن تبلغ من العمر تسع سنوات فقط. كما أُدين باختلاس 100,000 يورو (ما يعادل 115,000 دولار) لدفعها لإحدى ضحاياه لإسكاتها. وحُكم عليه بالسجن لمدة خمس سنوات، ومنع من الاتصال بضحاياه أو العودة إلى منطقة الألزاس التي وقعت فيها الجرائم.

### أبرشية تور

#### أبرشية أورليان
في عام 2018 تم اعتقال رئيس الكاتدرائية السابق في الأبرشية ووجهت إليه تهم تتعلق بالاعتداء الجنسي.
في نوفمبر 2018، أُدين الكاهن المتقاعد بيير دو كاستليه بتهمة الاعتداء على عدة أولاد تقل أعمارهم عن 15 عامًا في عام 1993. كما أُدين الأسقف المتقاعد للأبرشية، أندريه فورت، بعدم الإبلاغ عن الشكاوى ضد الكاهن في عام 2010. وحُكم على كاستليه بالسجن لمدة عامين بالإضافة إلى الخضوع لعلاج نفسي قسري، بينما حُكم على فورت بالسجن ثمانية أشهر مع وقف التنفيذ. كما حصل ثلاثة من الضحايا على تعويض قدره 16,000 يورو (ما يعادل 18,245 دولارًا) لكل منهم. قبل شهر من صدور الأحكام، انتحر كاهن آخر متهم في القضية.

### أبرشية باريس
- فرانسوا لوفور: حُكم عليه بالسجن ثماني سنوات بتهمة اغتصاب ستة قُصّر من السنغال.[89]
- بيير دوفور: حُكم عليه بالسجن 15 عامًا بتهمة الاغتصاب والاعتداء الجنسي.[90][91]

في 5 سبتمبر 2019 وقّع ميشيل أوبيتي، رئيس أساقفة باريس، وريمي هيتز، المدعي العام في باريس، اتفاقية لتعزيز التعاون لتسريع التحقيقات المتعلقة بالاعتداءات الجنسية.

### أبرشية مو
حُكم على الكاهن هنري لوبرس من أبرشية مو الكاثوليكية الرومانية بالسجن عشر سنوات بتهمة اغتصاب طفل يبلغ من العمر 12 عامًا بين عامي 1995 و1998.

### أبرشية فرساي
في مايو 2019، وُجهت تهم إلى كاهن في فرساي باغتصاب امرأة وابنتها البالغة من العمر 13 عامًا، والتي كانت أقل من السن القانونية للموافقة (15 عامًا).
السفير البابوي
منذ يناير 2019، كان لويغي فينتورا، السفير البابوي في فرنسا، قيد التحقيق من قبل السلطات الفرنسية بشأن جرائم جنسية. وفي يوليو 2019 رفعت الفاتيكان الحصانة الدبلوماسية عنه للسماح بمواجهته التهم الجنائية. انتقل فينتورا إلى روما، وقبل البابا فرنسيس استقالته في ديسمبر 2019. بدأت محاكمته الجنائية في باريس في 10 نوفمبر 2020 وكان من المتوقع أن تُجرى بحضوره. ومع ذلك لم يفِ فينتورا بوعده بالمثول شخصيًا، رغم تقديم الشهود لشهاداتهم. خلال المحاكمة، طالبت النيابة العامة بعقوبة السجن مع وقف التنفيذ لمدة 10 أشهر فقط. في 16 ديسمبر 2020، أدانت محكمة باريس فينتورا وحكمت عليه بالسجن لمدة ثمانية أشهر مع وقف التنفيذ. تضمن الحكم فترة تحت المراقبة ودفع مبلغ 13,000 يورو للضحايا و9,000 يورو كرسوم قانونية.

### أبرشية مونبلييه

#### أبرشية بيربينيا
حُكم على كاهن سابق لم يُذكر اسمه، وكان أيضًا مرشدًا سابقًا لكشافة أوروبا، بالسجن 15 عامًا بعد إدانته باغتصاب صبيين بين عامي 2005 و2009.

## ألمانيا
في فبراير 2010 أفاد تقرير من مجلة دير شبيغل أن أكثر من 94 من رجال الدين والعلمانيين كانوا مشتبهين في ارتكابهم اعتداءات جنسية منذ عام 1995، لكن تم تقديم 30 منهم فقط للمحاكمة بسبب القيود القانونية التي تحد من إمكانية متابعة القضايا بعد مرور وقت طويل.
في 30 مارس 2010، أنشأت الكنيسة الكاثوليكية في ألمانيا خطًا ساخنًا للإبلاغ عن الاعتداءات الجنسية، وقد تلقى الخط أكثر من 2,700 مكالمة خلال أول ثلاثة أيام من عمله. في يوليو 2017، تم الإبلاغ عن أن ما لا يقل عن 547 من أعضاء جوقة دومسباتزن المرموقة في مدينة ريجينسبورغ تعرضوا للإيذاء البدني أو الجنسي، أو لكليهما بين عامي 1945 و1992.
في سبتمبر 2018، كشف تقرير مسرب أن 1,670 من العاملين في الكنيسة وُجهت إليهم تهم بالتحرش بـ 3,677 طفلاً في جميع أنحاء ألمانيا بين عامي 1946 و2014. من المحتمل أن تكون هناك المزيد من الحوادث التي تم الإبلاغ عنها في أوقات مختلفة، ولكن لم يكن من الممكن الكشف عنها بسبب غياب الوصول المستقل إلى ملفات الكنيسة. كانت الضحايا في الغالب من الذكور، وكان أكثر من نصفهم لم يتجاوز عمرهم 13 عامًا. تم نقل العديد من "الكهنة المعتدين" إلى أبرشيات أخرى لتجنب التدقيق. كما تم تدمير ملفات إضافية تحتوي على تقارير حول الاعتداءات الجنسية من قبل الأبرشيات المحلية. لم يشمل التقرير جميع مؤسسات الكنيسة الكاثوليكية، مثل الرهبانيات وجميع المدارس ودور الأطفال التي تديرها الكنيسة.
في أغسطس 2020 تم الإبلاغ عن أن 1,412 شخصًا في ألمانيا اتهموا أعضاء من الرهبانيات الكاثوليكية بالتحرش بهم عندما كانوا أطفالًا أو مراهقين أو في رعاية. تم اتهام ما لا يقل عن 654 من الرهبان والراهبات وأعضاء آخرين في الرهبانيات بالاعتداء. كان حوالي 80% من الضحايا من الذكور و20% من الإناث. كانت الرهبانيات من بين آخر المؤسسات الكاثوليكية في ألمانيا التي بدأت في معالجة قضايا الاعتداء الجنسي. وعلى الرغم من وجود عدد أكبر من النساء مقارنة بالرجال في الرهبانيات الألمانية، فإن غالبية الاتهامات بالاعتداء الجنسي كانت ضد أعضاء من الذكور في الرهبانيات. في ديسمبر 2020 تم الكشف عن تورط راهبات كن يديرن دار رعاية للأطفال في مدينة شباير الألمانية في نقل الأطفال إلى كهنة قاموا بعد ذلك بالاعتداء عليهم جنسيًا.
في فبراير 2021، تم الإبلاغ عن أن ما لا يقل عن 61 من رجال الدين من أبرشية برلين كانوا متورطين في الاعتداء الجنسي على قاصرين بين عام 1946 ونهاية عام 2019. وتُعرف هوية 121 ضحية، ولكن يُعتقد أن العدد الفعلي للحالات غير المبلّغ عنها قد يكون أعلى بكثير.
كان للكنيسة الكاثوليكية في ألمانيا حوالي 21 مليون عضو في عام 2022، وهو ما يعادل 24.8% من السكان. في عام 2021، ترك حوالي 360,000 شخص الكنيسة، وفي عام 2022، ترك 522,821 شخصًا، وهو عدد أكبر بكثير مما كان متوقعًا. (كما تعرضت الكنيسة البروتستانتية أيضًا لفضائح اعتداء جنسي وفقدت أعضاء بمعدل أقل قليلًا.) ويُعتقد أن هذه المغادرات كانت نتيجة لفضائح الاعتداء الجنسي والتستر الواسع النطاق. وقد أدت المغادرات إلى انخفاض كبير في إيرادات الكنيسة، سواء من الضرائب الكنسية أو من مصادر أخرى. قال القاضي الكنسي توماس شولر: "الكنيسة الكاثوليكية تموت موتًا مؤلمًا في مرأى من الجمهور".
يقدم الموقع الألماني "البحث عن الله" (بالألمانية: GottesSuche) جدولًا زمنيًا محدثًا بشكل دوري للحالات، مع التركيز على ألمانيا ولكن يشمل الحالات الدولية أيضًا.

### أبرشية ميونيخ وفريسينغ
كشفت صحيفة زود دويتشه تسايتونج الألمانية عن تفاصيل تتعلق بسوء إدارة قضية أحد الكهنة في أبرشية ميونيخ خلال أوائل الثمانينيات، عندما كان جوزيف راتزينغر (لاحقًا البابا بنديكتوس السادس عشر) رئيسًا للأساقفة هناك. في يناير 1980 وافق الكاردينال راتزينغر على نقل الأب بيتر هوليرمان، الذي وُجهت إليه اتهامات بسوء السلوك، بما في ذلك إجبار صبي يبلغ من العمر 11 عامًا على ممارسة الجنس الفموي معه، إلى ميونخ للخضوع للعلاج. وعلى الرغم من ذلك، تم تكليفه لاحقًا بمهام في الرعاية الرعوية، حيث وردت تقارير تفيد بتكرار المخالفات. وعلى الرغم من سوابقه فقد تم تكليف هولرمان بعمل في مجال الرعاية الروحية حيث اعتدى على قاصرين مرة أخرى. وفي يونيو 1986 أدين بتهم الاعتداء الجنسي على قاصرين، وحُكم عليه بغرامة قدرها 4000 مارك ألماني وحُكم عليه بالسجن لمدة 18 شهرًا مع وقف التنفيذ. رغم ذلك استمر في أداء مهامه في عدة رعايا في بافاريا في ألمانيا حتى تم إيقافه عن العمل في 14 مارس 2010.
في مارس 2010، أعلن الأب غيرهارد غروبر، الذي كان يشغل آنذاك منصب النائب العام في ميونيخ، مسؤوليته الكاملة عن القرار بإعادة هوليرمان إلى العمل، معبرًا عن أسفه العميق، مشيرًا إلى أن الكاردينال راتزينغر قد لا يكون قد اطلع على جميع تفاصيل القضية. وفي سياق القضية، نقلت صحيفة نيويورك تايمز عن الأب توم دويل، الذي يُعرف بأنه من أبرز الأصوات الداعية إلى معالجة قضايا المخالفات داخل الكنيسة، قوله إن البابا بنديكت كان يُدير الأمور بشكل دقيق، مما يثير تساؤلات حول مدى اطلاعه على حيثيات القضية في ذلك الوقت.
فيما يتعلق بهذه القضية، وكذلك بالتقارير المرتبطة بجوقة ريجنسبورغ دومسباتزن، التي أدارها لمدة 30 عامًا المونسنيور جورج راتزينغر، شقيق البابا، دافع المتحدث الرسمي باسم الكرسي الرسولي، الأب فيديريكو لومباردي، عن البابا، مشيرًا إلى أنه كان ضحية لحملة إعلامية تهدف إلى تشويه صورته. وصرح قائلاً:
"هناك من حاولوا، بإصرار ملحوظ، في ريجنسبورغ وميونيخ، البحث عن أي دليل يمكن أن يربط البابا شخصيًا بهذه القضايا ... من الواضح أن هذه المحاولات باءت بالفشل."
في 5 أبريل 2020، تم الكشف عن أن دار بيوس للشباب، الواقعة بالقرب من ميونيخ والتي تخضع لإدارة أبرشية ميونيخ منذ فترة طويلة، كانت محل العديد من التقارير التي تتعلق بالمخالفات السلوكية والإساءة القسرية. وفي هذا السياق، تم تقديم رجل يبلغ من العمر 56 عامًا، لم يُذكر اسمه، إلى المحكمة لمواجهة اتهامات تتعلق بالتجاوزات بحق عدد من الفتيان في الدار.

### أبرشية باساو
في فبراير 2018، أُدين كاهن سابق يبلغ من العمر 53 عامًا من مدينة ديغيندورف، لم يُكشف عن اسمه وهويته، في 108 قضية إساءة معاملة أطفال. وأصدرت المحكمة حكمًا بإيداعه في مركز احتجاز نفسي لمدة لا تقل عن ثماني سنوات ونصف، مع إمكانية تحويل العقوبة إلى السجن مدى الحياة، وذلك بناءً على نتائج العلاج الذي سيخضع له.

### أبرشية ريجنسبورغ
في 2003، أُدين بيتر كرامر، كاهن رعية ريكيفن في بافاريا، بتهمة الإساءة الجنسية للأطفال. وكان قد أُدين في 2000 بحكم بالسجن وتعويضات نتيجة ارتكابه عدة جرائم تتعلق بإساءة معاملة طفل. انتقدت شبكة الناجين من الاعتداءات الجنسية من قبل الكهنة جيرارد لويدغ مولر، الذي أصبح فيما بعد كاردينالًا ورئيسًا لمجمع عقيدة الإيمان، لإعادة تعيينه الكاهن في العمل الرعوي بعد إدانته في 2000 بتهم الاعتداء الجنسي على الأطفال. وقد اعتذر مولر عن طريقة تعامله مع القضية.
في 7 يناير 2015، عرضت القناة الوطنية الألمانية (ARD) الوثائقي "الخطايا ضد فتيان الكورس، ملف ريجنسبورغ دومسباتزن"، الذي تناول الإساءة الجنسية والجسدية في الكورس الشهير عالميًا، وكذلك رد فعل أبرشية ريجنسبورغ على الفضيحة. وذكر أعضاء سابقون في الكورس ما تعرضوا له من إساءات على يد رجال الدين والمعلمين. وأضافوا أن الأبرشية لم تستجب لطلباتهم بالاعتراف بهم وتعويضهم حتى بعد خمس سنوات من الكشف عن الفضيحة. وقد أدت المقابلات العاطفية إلى موجة من التعاطف العام مع الضحايا ونقاش عام مثير للجدل. كما تطرقت الوثائقية إلى العلاقة الوثيقة بين ريجنسبورغ دومسباتزن والفاتيكان بفضل الاثنين من الأخوة راتزينجر. وفي التاريخ الذي نشرته الأبرشية، أكدت الكنيسة أن الضغوط العامة التي نجمَت عن الوثائقي أدت إلى اتخاذ قرار بتعيين محقق مستقل لإجراء تحقيق شامل في الإساءة داخل المدارس الداخلية والكورس. وأكدت الوثائقية أن الوثائقي أدى أيضًا إلى إعادة النظر في ثلاث طلبات قدمها أعضاء سابقون في الكورس، تم رفضها في البداية، ولكن تم قبولها بعد ذلك.
في 2016، قال فريتز فالندر، رئيس المجلس العلماني للأبرشية في ريجنسبورغ سابقًا، في مقابلة مع الجريدة الأسبوعية الألمانية دي تسايت، أن كاردينال مولر قد "أحبط بشكل منهجي" التحقيق في إساءة معاملة الأطفال في كورس ريجنسبورغ دومسباتزن عندما كان أسقفًا للأبرشية. كان الكورس تحت إدارة المونسينيور جورج راتزينجر، شقيق البابا بنديكتوس السادس عشر، من 1964 حتى 1994. أصر مولر على أن الكنيسة وأساقفتها لا يتحملون المسؤولية عن المعتدين. في فبراير 2012، صرح لوكالة الأنباء الألمانية ذا قام معلم بالاعتداء على طفل، فلا يمكن تحميل المدرسة أو وزارة التعليم المسؤولية." وبدلاً من ذلك، أصر على أن المعتدي فقط هو من يتحمل المسؤولية. في 2016، تم إنشاء لجنة مكونة من 12 عضوًا لدراسة تاريخ الإساءة والتستر في الكورس، والتي اعتبرها النقاد خطوة متأخرة من الكنيسة لمعالجة فضيحة كانت قد أزعجت الفاتيكان في العقد الأخير لأنها مرتبطة بشقيق البابا.
في يوليو 2017، ظهرت اتهامات تشير إلى وجود "درجة عالية من المصداقية" في أن 547 عضوًا على الأقل من أعضاء الكورس الشهير للأبرشية تعرضوا للإساءة الجسدية أو الجنسية أو كليهما بين 1945 و1992. وكان الأسقف الحالي رودولف فودر هولزر قد أعلن في وقت سابق عن خطط لتقديم تعويضات للضحايا تتراوح بين 5,000 و20,000 يورو (ما يعادل 5,730 و22,930 دولارًا أمريكيًا) لكل منهم بحلول نهاية 2017. وقد وجه التقرير اللوم إلى جورج راتزينجر "خصوصًا لتجاهله" أو لعدم تدخله. كما أشار التقرير إلى أن الأسقف السابق جيرارد لويدغ مولر يتحمل "المسؤولية الواضحة عن الضعف الاستراتيجي والتنظيمي والتواصلي" في جهود الأبرشية للتحقيق في ادعاءات الإساءة السابقة عندما ظهرت.

### أبرشية برلين
في 2013 اعترف القس مايكل ميلر الذي تم اعتقاله في 2011 بالذنب في حيازة صور إباحية للأطفال، والفحش، و ثلاث قضايا تعريض قاصرين للخطر. حصل على حكم بالسجن لمدة 5 سنوات، تليها 20 سنة تحت المراقبةمع الوجوب عليه التسجيل كمعتدي جنسي طوال حياته.

#### كانيسياس-كوليج برلين
في 2004 و 2005 أخبر طالبان سابقان في المدرسة مدير المدرسة أنهما تعرضا للاعتداء الجنسي من قبل اثنين من معلميهم السابقين. في ديسمبر 2009 و يناير 2010 تواصل مع المدير طالبان آخران وادعيا نفس الأمر بخصوص نفس المعلمين. قرر المدير كتابة رسالة لجميع الخريجين عبر فيها عن أسفه العميق لما حدث. وبعد استلام الرسالة تواصل عدد من الخريجين الآخرين مع المدير وأخبروا أنهما أيضًا تعرضا للاعتداء.
تم إخفاء أسماء الطلاب الذين قالوا إنهم تعرضوا للاعتداء الجنسي عن الجمهور، ولكن تم الكشف عن أن العديد منهم كانوا علماء بارزين أو يشغلون مناصب سياسية أو اقتصادية هامة. كما تم الكشف أن بعض الخريجين الذين تعرضوا للاعتداء قرروا إرسال أطفالهم إلى كانيسياس-كوليج. اعترف أحد المعلمين بالاتهامات الموجهة إليه، وقال إن هذه الاتهامات صحيحة لأنه فعلاً اعتدى على الأولاد. ربما لا يتعين على المعلمين الإجابة عما فعلوه حيث مر الموعد المحدد بموجب قانون التقادم، لكن الضحايا كانوا لا يزالون يرغبون في أن يعتذروا. تم تقديم اعتذارات وتعويضات مالية للضحايا.

### أبرشية فرايبورغ

#### كوليج سانكت بلاسيان
في 2010، اعترف الأب وولفغانغ س بعدة حالات من الاعتداء الجنسي على القاصرين خلال سنوات عمله كمعلم في سانكت بلاسيان من 1982 إلى 1984. وقبل ذلك، كان قد درّس في كوليج كانيسياس في برلين حيث قام أيضًا بالتحرش بالأطفال. اعترفت الرهبانية في 2010 بأنه بمجرد اكتشاف الأمر، قدم رؤساؤه المساعدة له للهجرة إلى أمريكا الجنوبية. تم الإبلاغ عن حالات أخرى من الاعتداء الجنسي على القاصرين في الرهبانية اليسوعية، ولا تزال قيد التحقيق. بحلول عام 2010، كانت جميع القضايا قد تجاوزت على ما يبدو فترة التقادم.
قال وولفغانغ س، الذي يعيش حاليًا في أمريكا الجنوبية، إنه أبلغ رؤساءه في الرهبانية اليسوعية عن ماضيه المظلم في 1991.
قدمت الجمعية اليسوعية الألمانية اعتذارًا وطلبت من الضحايا المغفرة لما حدث في كانيسياس-كوليج برلين وكوليج سانكت بلاسيان. كما دعم الكرسي الرسولي هذا الاعتذار.

### أبرشية هامبورغ

#### أبرشية هيلدسهايم
تم اعتقال قس من براونشفايغ في عام 2011 بتهم الاعتداء الجنسي على طفل قبل عدة سنوات. اعترف القس أندرياس ل. خلال محاكمته في 2012 بمشاركته في 280 حالة من الاعتداء الجنسي على ثلاثة أولاد في العقد الماضي.

## إيرلندا
تم إدانة عدة قساوسة من إيرلندا الذين قاموا بالاعتداء على الأطفال في الولايات المتحدة، ومنهم باتريك كوليري وأنتوني أوكونيل وأوليفر أوغريدي. في أغسطس 2018 تم نشر قائمة كشفت أن أكثر من 1,300 من رجال الدين الكاثوليك في إيرلندا قد وُجهت إليهم تهم الاعتداء الجنسي، وتم إدانة 82 منهم.

### أبرشية كلويين
في 2008، أحالت الحكومة الإيرلندية اثنين من مزاعم الاعتداء الجنسي على الأطفال إلى المجلس الوطني لحماية الأطفال، وهو هيئة إشراف مستقلة أنشأها الأساقفة الإيرلنديون. وقد فشل الأسقف جون ميجي في تنفيذ الإجراءات التنظيمية الذاتية التي تم الاتفاق عليها من قبل أساقفة إيرلندا في عام 1996. قدم ميجي اعتذاره للضحايا بعد أن أظهر تقرير أعدته الخدمة الصحية التنفيذية أن أبرشيته عرضت الأطفال للخطر بسبب "عدم القدرة" على الرد بشكل مناسب على مزاعم الاعتداء.

### أبرشية دبلن
اعتدى الأب بول مكغينيس، من دبلن في إيرلندا. على إم كولينز عندما كانت في مستشفى السيدة العذراء للأطفال المرضى في 1961 وهي في سن الثالثة عشر. بعد ذلك، أُبلغت كولينز أن مكغينيس اعترف بالاعتداء على الأطفال. ومع ذلك، رفض الكاردينال رئيس أساقفة دبلن، ديزموند كونيل، "بناءً على نصيحة قانونية" تزويد الشرطة الإيرلندية بملف مكغينيس. ومع ذلك، تم إدانة مكغينيس وسجنه. تلقت كولينز بعد ذلك اعتذارًا من الكاردينال كونيل.
امرأة غير مسماة، التي استخدمت اسم "إيرين كيلي"، اشتكت من تعرضها للاعتداء البدني والجنسي المستمر من قبل الراهبات في دار أيتام في دبلن منذ سن 6 إلى 11 عامًا. وتعتبر أن الاعتداء الذي وقع في الستينيات كان "قساوة لا تصدق". كما شهدت "كيلي" تعرض أطفال رُضّع للقسوة.

### أبرشية فيرنز
في 22 أكتوبر 2005، تم نشر تقرير حكومي أعده قاضٍ سابق في المحكمة العليا الإيرلندية، والذي قدم إدانة للتعامل مع حالات الاعتداء الجنسي من رجال الدين في أبرشية فيرنز الكاثوليكية. كشف التقرير عن أكثر من مئة حالة من الاعتداء الجنسي على الأطفال في الأبرشية، شملت عددًا من رجال الدين، بما في ذلك الأنبا ميشيل ليدويتث، رئيس الكلية الوطنية الكاثوليكية في ماينوث.

### أبرشية توام
اعترف الأب جوزيف سامرفيل في 1996 بالذنب في أربع من التهم الخمسة عشر الموجهة إليه. واعترف بأنه اعتدى بشكل غير لائق على فتى مراهق خلال سنوات 1988 و1989، بينما كان يعمل ككاهن في كلية سانت جارلاث في توام، وتم الحكم عليه بالسجن لمدة أربع سنوات.  في وقت لاحق فرض القاضي حكمًا إضافيًا بالسجن لمدة عام واحد بعد اكتشاف تفاصيل عن قيامه بجذب ضحية أخرى، وهو فتى يبلغ من العمر 15 عامًا، في منزل رعوي.

### أبرشية غالواي، كيلماكدوغا وكيلفينورا

#### المقال الرئيسي: تقرير مكوي
تم إجراء تحقيق استمر لمدة ثماني سنوات (1999-2007) تحت إشراف الدكتورة إليزابيث هيلي والدكتور كيفن مكوي حول جمعية إخوة الرحمة في مدرسة العائلة المقدسة في غالواي، أكبر مدينة في الأبرشية، بالإضافة إلى موقعين آخرين. تم نشر التقرير في ديسمبر 2007، حيث تم الإبلاغ عن اعتداء 11 أخًا و7 موظفين آخرين على 121 طفلًا من ذوي الاحتياجات العقلية في الرعاية السكنية خلال الفترة ما بين 1965 و1998.

## إيطاليا
أدت اتفاقية لاتران لعام 1929 بين الحكومة الإيطالية والفاتيكان إلى منح الفاتيكان استقلالًا قانونيًا عن إيطاليا، مما أعطى رجال الدين الحق في التوجه إلى قوانين الفاتيكان بدلاً من قوانين إيطاليا، مما قد يعرضهم للحماية من العدالة الإيطالية. ومع ذلك، فإن السلطات المدنية تتخذ خطوات متزايدة ضد المعتدين الجنسيين من رجال الدين، كما يظهر في الحالات أدناه. في مايو 2012 صرح مؤتمر الأساقفة الإيطاليين في إرشاداته لحماية الأطفال بأن بموجب المادة 2.1 والمادة 4.4 من اتفاقية لاتران ليس لدى الكهنة أي التزام بالإبلاغ عن الانتهاكات المشتبه بها للشرطة. تخفي ثقافة من التواطؤ والإنكار الحجم الحقيقي للاعتداءات الجنسية من قبل رجال الدين في إيطاليا—لا توجد إحصائيات رسمية—حيث تقوم مجموعة حقوق الضحايا الوحيدة في البلاد تدعى شبكة الاعتداء (بالإيطالية: Rete l'Abuso) بتجميع ما تستطيع من بيانات. في أكتوبر 2018، تبين للمجموعة أن النظام القضائي الإيطالي تعامل مع حوالي 300 قضية ضد كهنة وراهبات متهمين بالاعتداء الجنسي، مع 150 إلى 170 إدانة منذ عام 2000.
- في أبريل 2010 صرح المحامي الإيطالي سيرجيو كافاليير، وهو محامي ضحايا، أن هناك تغطية لجرائم الاعتداء الجنسي من قبل رجال الدين في إيطاليا، وأن 130 قضية قانونية ضد كهنة تم الإبلاغ عنها في الصحافة خلال العقد الماضي.[142][143]
- قبل عام 2001 كانت جميع القضايا تُعامل داخليًا ضمن الأبرشيات. في عام 2001، أرسل الكاردينال جوزيف راتزينغر (الذي أصبح لاحقًا البابا) رسالة إلى جميع الأساقفة يطالب فيها بنقل جميع قضايا الاعتداء الجنسي إلى الفاتيكان، حيث فرض سرية تامة على الإجراءات مع عقوبة الحرمان من الكنيسة لأي انتهاك.[137]
- في مايو 2007 سمح برنامج بانوراما البريطاني الذي يسلط الضوء على جرائم الفاتيكان الجنسية بالبث على التلفزيون الرسمي فقط مع توفير نفس الوقت للمسؤولين من الكنيسة للرد.[137]

- في فبراير 2018 اعترف مونسينيور بييترو أمينتا، وهو قاضٍ سابق في روماني روتا، بالذنب في حيازة مواد إباحية للأطفال والتحرش الجنسي بشخص بالغ، وحكم عليه بـ 14 شهرًا من السجن مع وقف التنفيذ.[144][145] تم القبض على أمينتا في مارس 2017، واستقال من منصبه في روماني روتا قبل أسبوع من صدور حكمه.[145]

عند تقديم الشكاوى إلى السلطات المدنية الإيطالية، غالبًا ما يكون الوقت قد تأخر نظرًا للسنوات التي قد يحتاجها الناجون لمعالجة الجريمة نفسيًا، إضافة إلى تعقيد النظام القانوني في إيطاليا، ووجود قيد قانوني يبدأ من وقت وقوع الجريمة بدلاً من وقت الإبلاغ، مما يجعل اتخاذ أي إجراء قانوني غالبًا أمرًا غير ممكن. ومع ذلك، كان من المتوقع أن يتم إصلاح هذا النظام بحلول عام 2022.
بحلول نهاية عام 2021، كانت قضية الاعتداءات الجنسية من قبل رجال الدين الكاثوليك في إيطاليا قد دفنت إلى حد كبير. ومع التحقيقات التي كشفت عن وجود آلاف الجناة ومئات الآلاف من الضحايا في فرنسا، كانت هناك دعوات للكنيسة لكي "تجد الشجاعة للتحقيق" في قضايا الاعتداءات الجنسية في دول أخرى، بما في ذلك إيطاليا.
في 18 نوفمبر 2021، أطلق مؤتمر الأساقفة الإيطاليين أول يوم وطني للصلاة من أجل الناجين من الاعتداءات.

### أبرشية ميلانو الكاثوليكية الرومانية
في عام 2014، تم إدانة الأب ماورو جالي وحُكم عليه بالسجن لمدة 6 سنوات و4 أشهر. في أكتوبر 2018، وُجهت تهم إلى القس ماريو إنريكو ديلبيني بتغطية ما ارتكبه الأب جالي عندما كان يشغل منصب أسقف مساعد في ميلانو والأسقف العام، وهو ثاني أعلى مسؤول في ذلك الوقت تحت الكاردينال أنجيلو سكولا.

### أبرشية مودينا-نوناتولا الكاثوليكية الرومانية

#### أبرشية بياسينزا-بويوبو
في أغسطس 2019، تم وضع الأب ستيفانو سيغاليني، وهو كاهن سابق مشهور من أبرشية بياسينزا-بويوبو في شمال إيطاليا، تحت الإقامة الجبرية بعد توجيه تهم له بتخدير أعضاء بالغين من رعيته ثم الاعتداء عليهم جنسيًا بعد ذلك.

### أبرشية نابولي الكاثوليكية الرومانية
في ديسمبر 2019، تم اعتقال الأب روبرتو جيرولامو فيليبيني من جمعية دون أوريو في إركولانو بالقرب من نابولي، بتهمة الاعتداء الجنسي العنيف على امرأة معاقة كان مكلفًا بتقديم الدعم لها أثناء عمله نائب مدير المؤسسة التي تهتم بإعادة تأهيل ذوي الاحتياجات الخاصة.

### أبرشية أفيرسا الكاثوليكية الرومانية
في نوفمبر 2019، تم اعتقال الأب ميشيل موتولا، البالغ من العمر 59 عامًا في ترينتولا دوشينتا بالقرب من نابولي، بعد أن تم تسريب تسجيلات صوتية يزعم أنها له وهو يعتدي جنسيًا على فتاة. ضحيته، التي لم يتم الكشف عن اسمها، قامت بتسجيل الاعتداء بهاتفها المحمول.

### أبرشية ترينتو الكاثوليكية الرومانية

#### أبرشية بولزانو-بريكسن
- في 2008، تم إدانة كاهن إيطالي من قبل محكمة استئناف إيطالية بالسجن لمدة سبع سنوات ونصف بتهمة الاعتداء الجنسي على طفل في التاسعة من عمره. حدث الاعتداء أثناء معسكر صيفي منظم من قبل الكنيسة. تم فرض تعويضات مالية بقيمة 700,000 يورو.[153]

### أبرشية ماسا كارارا-بونتريمولي الكاثوليكية الرومانية
- في فبراير 2018، تم توجيه تهم إلى الأب لوكا موريني، المعروف أيضًا باسم "دون يورو"، بتشغيل شبكة رشوة كانت تحمي 60 كاهنًا كانت لهم علاقات مثلية، بما في ذلك مع الطلاب الكهنوتيين.[154]

### أبرشية باليرمو الكاثوليكية الرومانية
- في أكتوبر 2016، تم اعتقال الأب سالفاتوري أنيلو، وهو كاهن طارد الأرواح الشريرة، والجندي في الجيش الإيطالي سالفاتوري موراطوري بتهمة الاعتداء الجنسي على نساء وفتيات يعانين من اضطرابات عقلية تحت ستار طرد الأرواح الشريرة..[155] تم اتهام أنيلو بالاعتداء على امرأتين وثلاث فتيات، في حين تم اتهام موراطوري بالاعتداء على أربع نساء وفتاة. وافق موراطوري على التعاون مع السلطات في التحقيق ضد أنيلو. تم إدانة أنيلو في مايو 2019 وحُكم عليه بالسجن لمدة 6 سنوات و10 أشهر.[156]

### أبرشية تراباني الكاثوليكية الرومانية
في يونيو 2014، تم اعتقال سيرجيو ليبريزي، المدير الإقليمي لـ كارِتاس إنترناشيوناليس في تراباني، في الكنيسة أثناء تحضيره للقداس. تم اتهامه بإجبار المهاجرين على ممارسة الجنس معه مقابل منحهم اللجوء. تم إدانته بالرشوة وحُكم عليه بالسجن 9 سنوات، وهو الحكم الذي تم إلغاؤه في ديسمبر 2017. على الرغم من إلغاء الحكم، تم أمر ليبريزي بالبقاء في المنزل حتى يتم تحديد الاستئناف النهائي. في أكتوبر 2019، تم الإبلاغ عن أن الحكم بالسجن 9 سنوات قد تم تأكيده.

### أبرشية أتشيريالي
في أبريل 2019 تم استدعاء أسقف أتشيريالي أنطونيو راسبانتي للإدلاء بشهادته حول "سلوك كنيسة أتشيريالي" تجاه جمعية الثقافة والبيئة الكاثوليكية. سُجن زعيم الجنعية السابق بييرو ألفيو كابوانا، الذي أقام مقر مجموعته في أكيريال، في عام 2017 بتهمة الاعتداء الجنسي على 10 فتيات قاصرات تتراوح أعمارهن بين 11 و16 عامًا. بحلول نوفمبر 2019، تم تقديم ثلاثة متهمين مشاركين - كاتيا كونشيتا سكاربيناتو وفابيولا راسيتي وروزاريا جيوفريدا - للمحاكمة مع كابوانا. في 18 سبتمبر 2020، بدأت محاكمة كابوانا بتهمة الاعتداء الجنسي رسميًا.

### أبرشية ريجيو كالابريا-بوفا
في 18 ديسمبر 2015، ألقت شرطة ريجيو كالابريا القبض على كاهن يبلغ من العمر 44 عامًا بتهمة دفع 20 يورو لممارسة الجنس مع قاصر، وتحريف هويته، وإغراء قاصر، وحيازة مواد إباحية للأطفال. أخبر القاصر الشرطة أنه اتصل أولاً بالكاهن على تطبيق جريندر لشبكات التواصل الاجتماعي للمثليين، وقال إن الكاهن استخدم اسمًا مستعارًا وأخبره أنه باحث علمي يتراوح عمره بين 35 و38 عامًا. تم القبض عليه في مقر رعية كنيسة الرعية في وادي بيانا دي جيويا تاورو واقتيد إلى السجن. كان الكاهن الذي لم يُذكر اسمه قد ألقي القبض عليه في وقت سابق في مارس 2015 عندما ألقت الشرطة القبض عليه في سيارته مع قاصر آخر في منطقة منعزلة ونادرًا ما يرتادها الناس.

## أبرشية البندقية

### أبرشية بادوفا
في 3 مارس 2018، قام الكرسي الرسولي بتجريد الأب أندريا كونتين من صفته الكهنوتية، وبدأ في قضاء عقوبة بالسجن لمدة عام بعد إقراره بالذنب في قضية اعتداء جنسي على امرأة عام 2016.

### أبرشية فيرونا
ادعى ثلاثة طلاب سابقين تعرضهم لانتهاكات جنسية، بينما وقّع 65 طالبًا سابقًا شهادات تؤكد أنهم أو غيرهم من الطلاب تعرضوا لانتهاكات جنسية من قبل كهنة كاثوليك خلال فترة دراستهم في معهد أنطونيو بروفولو للصم، وهو مدرسة كاثوليكية للأطفال الصم في فيرونا. يُزعم أن هذه الانتهاكات وقعت بين خمسينيات وثمانينيات القرن العشرين وشارك فيها 24 كاهنًا من بينهم أسقف فيرونا الراحل..
في عام 2009 وُجهت أولى الاتهامات للكاهن نيكولا كورادي بارتكاب انتهاكات جنسية في المعهد، وفي عام 2011 تم الإبلاغ عنه من قبل أبرشية فيرونا. لاحقًا تم اعتقاله في مندوزا في الأرجنتين عام 2016 بتهم تتعلق بارتكاب اعتداءات جنسية هناك أيضًا. وبدأت محاكمته في الأرجنتين في 5 أغسطس 2019، كما حُكم على بستاني المدرسة، أرماندو غوميز، بالسجن 18 عامًا، بينما كانت الراهبة اليابانية كوساكو كوميكو، التي اعتُقلت في مايو 2017 بتهمة التستر على الاعتداءات الجنسية، لا تزال قيد الاحتجاز بانتظار محاكمتها.

### أبرشية براتو
في سبتمبر 2021 تم إلقاء القبض على كاهن في أبرشية براتو (التي تتبع أبرشية فلورنسا الكبرى) يُدعى فرانشيسكو سبانيزي بتهمة سرقة أموال الكنيسة والتبرعات لشراء المخدرات من أجل إقامة حفلات جنسية مثلية. وبينما لم تُوجه إليه اتهامات تتعلق بالاعتداء على قاصرين، فقد اتُهم في سبتمبر 2021 بنقل عدوى الإيدز عمدًا من خلال عدم إبلاغ شركائه الجنسيين بإصابته بالفيروس.

### تاريخيًا
ذكر مارتن لوثر الذي قضى بعض الوقت في روما، أن البابا ليو العاشر رفض قرارًا يقضي بتقييد عدد الفتيان الذين يحتفظ بهم الكرادلة للمتعة، "وإلا لكان قد انتشر في جميع أنحاء العالم مدى ممارسة البابا والكرادلة للسدومية علنًا وبدون خجل"، مشجعًا الألمان على عدم القتال دفاعًا عن البابوية.
وقد تم التشكيك في اتهامات لوثر. ففي عام 1514، أصدر البابا ليون العاشر المرسوم البابوي (بالإيطالية: Supernae dispositionis arbitrio)، الذي نصّ، من بين أمور أخرى، على أن يعيش الكرادلة "بتعفف وتدين، ممتنعين ليس فقط عن الشر، بل أيضًا عن كل ما قد يبدو شريرًا". كما أكد شاهد عيان ومعاصر في بلاط ليون وهو ماتيو هيركولانيو قناعته بأن البابا ليون عاش عفيفًا طوال حياته.

## مالطا
تلقّت الكنيسة 84 بلاغًا عن انتهاكات بحق الأطفال في الفترة من 1999 إلى 2010.

### أبرشية مالطا
يعيش الأب أنتوني ميرسيكا حاليًا في مالطا، وهو الكاهن الذي اتّهمه عضو الكونغرس الأمريكي السابق عن ولاية فلوريدا، مارك فولي، بالتحرش به عندما كان مراهقًا.

## موناكو
في 3 ديسمبر 2020 وُجّهت تهمة حيازة مواد إباحية متعلقة بالأطفال إلى ويليام ماكاندلس، وهو عضو في جماعة رهبان القديس فرانسيس دي ساليس (بالفرنسية: Oblates de St. Francis De Sales) التي تتخذ من ويلمنغتون، ديلاوير مقرًا لها، وكان سابقًا يعمل في جامعة دي ساليس في مقاطعة ليهاي، بنسلفانيا. كما عمل ماكاندلس مستشارًا للعائلة الملكية في موناكو.
جدير بالذكر أن غريس كيلي، والدة أمير موناكو الحالي، ألبير الثاني، كانت من مواليد فيلادلفيا. وقد تم استيراد جزء كبير من المواد الإباحية المتعلقة بالأطفال التي وُجدت بحوزة ماكاندلس من الخارج. وقد صدر أمر بوضعه تحت الإقامة الجبرية حتى انتهاء محاكمته.

## هولندا
أثرت فضيحة الاعتداءات الجنسية في هولندا على عدة أبرشيات هولندية.
في عام 2012 أشارت تقارير صحفية إلى أنه في خمسينيات القرن العشرين، قامت الكنيسة الكاثوليكية الهولندية بالانتقام من عشرة أطفال أبلغوا عن تعرضهم لانتهاكات جنسية من خلال إخضاعهم لعمليات إخصاء جراحية. وبسبب مرور الزمن وفقدان السجلات، لم يتم تحديد سوى ضحية واحدة بالاسم.
منذ عام 1995 يمكن الإبلاغ عن حالات الاعتداء الجنسي التي يرتكبها أعضاء دينيون في الكنيسة الكاثوليكية الرومانية في هولندا إلى مؤسسة كنسية مركزية تُعرف باسم أمانة الكنيسة الكاثوليكية الرومانية (بالهولندية: SRRK - Secretariaat Rooms-Katholiek Kerkgenootschap).
في عام 2011 نشرت لجنة ديتمن (بالإنجليزية: Deetman Commission) تقريرها عن تحقيقها في حالات الاعتداء التي وقعت بين عامي 1945 و2010، بناءً على طلب مؤتمر الأساقفة الهولنديين ومؤتمر الرهبان الهولنديين في عام 2010. وقد ركز التقرير على الأطفال الذين كانوا تحت رعاية الكنيسة في هولندا.

### أبرشية دن بوش
في 1 سبتمبر 2005 استقال الأب ي. سيلين، راعي رعايا ليزهوت ومارياهاوت (بلدية لاربيك)، من منصبه بعد اتهامه بارتكاب اعتداءات جنسية.

### أبرشية روتردام
- في 14 مايو 1998 دفعت أبرشية روتردام تعويضًا قدره 56,800 يورو لأحد ضحايا الاعتداء الجنسي الذي ارتكبه كاهن أبرشي، وذلك لتجنب الملاحقة المدنية.[186]
- بين عامي 2008 و2010، اعتدى الكاهن الأيرلندي أوليفر أوغرادي جنسيًا على أكثر من 20 طفلًا، من الأولاد والبنات، في كنيسة القلب المقدس التابعة لرعية المخلص في روتردام. استخدم أوغرادي الاسم المستعار الأخ فرانسيس، لكنه كُشف من قبل رعية الكنيسة بعدما تعرفوا عليه في الفيلم الوثائقي المرشح لجائزة الأوسكار Deliver Us from Evil، والذي وثّق قضاياه السابقة كمتهم بالتحرش الجنسي بالأطفال.[187][188][189]

### الساليزيون
- في فبراير 2010، وُجهت اتهامات إلى جماعة الساليزيان الكاثوليكية بارتكاب اعتداءات جنسية داخل معهدها دون روا جوفيناتي في هيرينبيرج. وقد طالب الأسقف الساليزياني لروتردام، فان لوين، بإجراء تحقيق شامل في هذه الاتهامات.[190]

## النرويج

### الإقليم الإكليريكي في تروندهايم
اعترف جورج مولر من جماعة SS.CC.، وهو الأسقف السابق للإقليم الإكليريكي الكاثوليكي الروماني في تروندهايم، النرويج، بأنه اعتدى جنسيًا على خادم مذبح في ثمانينيات القرن العشرين عندما كان كاهنًا هناك. وأكد مولر، الذي تقاعد من منصبه كأسقف عام 2009، أنه لم تكن هناك ضحايا آخرون. وحتى أبريل 2010، أبلغت الكنيسة الكاثوليكية في النرويج عن 18 حالة اعتداء على الأطفال.

## بولندا
خلال عام 2013، تصاعدت فضائح الاعتداء الجنسي على الأطفال داخل الكنيسة في بولندا، حيث وصلت بعض القضايا إلى المحاكم، مما أثار قلقًا عامًا بشأن رد فعل الكنيسة البطيء وغير الكافي. وردًا على الانتقادات، صرّح رئيس مؤتمر الأساقفة البولندي، رئيس الأساقفة جوزيف ميخاليك، بأن "غالبًا ما يحدث هذا السلوك غير المناسب أو الاعتداء عندما يبحث الطفل عن الحب. إنه يتشبث، يبحث، يضيع نفسه ويجذب الشخص الآخر أيضًا". وقد تعرض هذا التصريح لانتقادات حادة، مما دفع ميخاليك إلى الاعتذار عنه. كما رفضت الكنيسة في ذلك الوقت دفع تعويضات للضحايا.
في 27 سبتمبر 2018، أعلن الأسقف روموالد كامينسكي من أبرشية وارسو-براجا أن قادة الكنيسة البولندية يعملون على إعداد وثيقة، سيتم نشرها لاحقًا، حول الاعتداء الجنسي على القاصرين من قبل رجال الدين، مع وضع استراتيجيات للوقاية. كانت بعض القضايا قيد المراجعة أمام محاكم وارسو، وتم منع الكهنة المتهمين من العمل مع القاصرين، مع تعليق عمل ثلاثة منهم بالكامل، ووفقًا لرئيس الكنيسة الكاثوليكية في بولندا، رئيس الأساقفة فويتشيه بولاك، ستشمل الوثيقة بيانات حول حجم الاعتداءات الجنسية في البلاد.
في 8 أكتوبر 2018، نشرت مجموعة من الضحايا خريطة توضح 255 حالة اعتداء جنسي مزعومة في بولندا.
في 14 أبريل 2019، صدرت إحصاءات بتكليف من مؤتمر الأساقفة البولندي، استنادًا إلى بيانات من أكثر من 10,000 رعية. كشفت التقارير أنه بين عامي 1990 ومنتصف 2018، تم تقديم بلاغات إلى الكنيسة عن 382 كاهنًا يشتبه في ارتكابهم اعتداءات جنسية، حيث تعرض 625 طفلًا - معظمهم دون سن 16 عامًا - للاعتداء من قبل رجال دين كاثوليك. وأكد بعض المراقبين أن هذه الأرقام تقلل من حجم المشكلة، وأنها لم تجب عن الأسئلة التي تجاهلها مسؤولو الكنيسة لسنوات.
قال ماريك ليسينسكي، المؤسس المشارك لجمعية لا تخف، التي تمثل ضحايا الاعتداءات الكنسية: "أخبرونا كيف أضرّ هؤلاء الكهنة بهؤلاء الأطفال، وكم مرة تم نقلهم إلى رعايا أخرى قبل أن يتم الانتباه إلى أفعالهم." تم نشر هذه البيانات بعد أسابيع قليلة من دعوة البابا فرنسيس إلى "معركة شاملة ضد الاعتداء على القاصرين". وتحت ضغط من البابا، بدأت الكنيسة في بولندا في تقديم اعتذارات علنية للضحايا، والاعتراف بضرورة الإبلاغ عن المتهمين بهذه الجرائم. في الماضي، لم يكن رجال الدين الذين تبلغ إليهم مزاعم الاعتداء مطالبين بإبلاغ الشرطة، بل كان عليهم إجراء تحقيق داخلي وإبلاغ الفاتيكان إذا لزم الأمر.
في 11 مايو 2019، أصدر رئيس الأساقفة بولاك اعتذارًا رسميًا باسم الكنيسة الكاثوليكية في بولندا. وفي اليوم نفسه، أُصدر الفيلم الوثائقي Tell No One، الذي يعرض شهادات ضحايا اعتداءات رجال دين في بولندا، وحقق 8.1 مليون مشاهدة على يوتيوب بحلول 13 مايو.
من بين ما كشفه الفيلم أنه سُمح للقس داريوش أوليجنيتشك، الذي أُدين بالتحرش بفتيات يبلغن من العمر سبع سنوات، بمواصلة العمل مع الشباب رغم إدانته، واتهام القس فرانسيسك سيبولا، وهو الكاهن الشخصي للزعيم البولندي الراحل ليش فاوينسا، بالاعتداء الجنسي ونقله بين عدة رعايا.
في 14 مايو 2019، وافق الحزب الحاكم في بولندا، حزب القانون والعدالة، الذي يرتبط تقليديًا بعلاقات وثيقة مع الأساقفة الكاثوليك، على تشديد العقوبات ضد الاعتداء الجنسي على الأطفال، حيث تم رفع الحد الأقصى لعقوبة السجن من 12 عامًا إلى 30 عامًا، كما تم رفع سن الموافقة القانوني من 15 عامًا إلى 16 عامًا.
واجه ستانيسواف بيوتروفيتش، المدعي العام ونائب البرلمان عن حزب PiS، انتقادات بسبب تقليله من شأن تصرفات أحد الكهنة المدانين بملامسة وتقبيل الفتيات الصغيرات
في 16 مايو 2020، طلب بولاك من الفاتيكان التحقيق في مزاعم الاعتداء الجنسي ضد الأخوين مارك وتوماش سيكيليسكي. أصدر الأخوان فيلمًا وثائقيًا شهيرًا على يوتيوب بعنوان الغميضة (بالإنجليزية: Hide and Seek)، يوضحان فيه تعرضهما لاعتداء جنسي من قبل كاهن كاثوليكي بولندي. وأعرب بولاك عن دعمه للضحايا، قائلًا: "يُظهر الفيلم بوضوح أن معايير حماية الأطفال والمراهقين في الكنيسة لم يتم احترامها."

### أبرشية كراكوف

#### أبرشية كيلتسي
في الفيلم الوثائقي لا تخبر أحدًا (بالإنجليزية: Tell No One)، اعترف كاهن يُعرف باسم الأب يان أ.، الذي خدم في أبرشية كيلتسي في قرية توبولا، بالتحرش بعدد كبير من الفتيات الصغيرات. وكانت الأبرشية قد أجرت تحقيقًا سابقًا في الاتهامات الموجهة إليه، وأرسلت الأدلة التي جُمعت خلال التحقيق إلى الفاتيكان في مايو 2019.

### أبرشية بوزنان
في مارس 2002، استقال رئيس الأساقفة يوليوس بيتس بعد اتهامه بالتحرش جنسيًا بكهنة شباب، وهي الاتهامات التي أنكرها.

### أبرشية كاليش
في 25 يونيو 2020، أصدر البابا فرنسيس أمرًا للأسقف إدوارد يانياك، البالغ من العمر 67 عامًا، بالاستقالة من منصبه كأسقف أبرشية كاليش الرومانية الكاثوليكية، وذلك لحمايته كهنة ارتكبوا اعتداءات جنسية. وعُيّن رئيس أساقفة لودز، جريجورز ريس، كإداري رسولي بسلطة كاملة. وفي 17 أكتوبر 2020، قبل البابا فرنسيس استقالة يانياك من الأبرشية.

### أبرشية وارسو

#### أبرشية وارسو-براجا
في 27 سبتمبر 2018، قدم أسقف وارسو-براجا، روموالد كامينسكي، اعتذارًا للضحايا الذين تعرضوا للاعتداء الجنسي في أبرشيته.

#### أبرشية بلوك
في أوائل عام 2007، ظهرت مزاعم بأن ستانيسواف فيلجوس، رئيس الأساقفة السابق، كان على علم بأن العديد من الكهنة في أبرشيته السابقة بلوك كانوا يعتدون جنسيًا على القاصرين.

### أبرشية غدانسك
في عام 2019، قام ثلاثة محتجين بإسقاط تمثال القس هنريك يانكوفسكي بعد الكشف عن قيامه باغتصاب باربرا بوروفيتسكا عندما كانت طفلة. كما تورط يانكوفسكي في تحقيق جنائي بشأن اعتداء جنسي على صبي، لكن القضية أُغلقت في عام 2004. وقد تم تجريده من الرتبة الكهنوتية عام 2005، لكنه توفي في 2010 دون أن يُدان رسميًا بأي اعتداء جنسي.
كما تم الاعتراف بأن فرنسيسك سيبولا، القس الشخصي ليخ فاوينسا، كان متهمًا أيضًا بارتكاب اعتداءات جنسية خلال خدمته. في 13 أغسطس 2020، أقال البابا فرنسيس رئيس أساقفة غدانسك، سوافوج ليشيك غلودز، بسبب تورطه في التستر على الجرائم التي ارتكبها كل من يانكوفسكي وسيبولا. وعلى الرغم من أن غلودز قد بلغ 75 عامًا، وهو السن الذي يُطلب فيه من الأساقفة تقديم استقالتهم، إلا أن إقالته وصفت بأنها "تنظيف للبيت"، حيث من غير المعتاد أن يقبل البابا استقالة أسقف في يوم ميلاده الفعلي.

### أبرشية فروتسواف
في 6 نوفمبر 2020، أعلن سفير الفاتيكان في بولندا أنه، بعد تحقيق أجراه الكرسي الرسولي بشأن اتهامات بالاعتداء الجنسي، تم فرض عقوبات على الكاردينال هنريك غولبينوفيتش. حيث مُنع من إقامة أي احتفال ديني أو حضور الاجتماعات العامة، كما تم تجريده من حقه في إقامة جنازة كنسية في كاتدرائية فروتسواف ومنعه من الدفن فيها.
كما طُلب منه دفع "مبلغ مناسب" لضحاياه المزعومين. وكان غولبينوفيتش، وهو رئيس أساقفة فروتسواف السابق، قد لعب دورًا هامًا في دعم نقابة التضامن خلال انهيار الشيوعية في بولندا. وفي 16 نوفمبر 2020، أي بعد 10 أيام من قرار الفاتيكان، توفي غولبينوفيتش، لكنه لم يُمنح جنازة كنسية في كاتدرائية القديس يوحنا المعمدان في فروتسواف، وتم حرق جثمانه ودفنه في مقبرة عائلته بدلاً من ذلك.

## سلوفينيا

### أبرشية ليوبليانا
تم احتجاز فرانس فرانتر في 2006 بتهمة الاعتداء الجنسي على 16 قاصرًا. وبعد ذلك، حُكم عليه بالسجن لمدة ثلاث سنوات ونصف. وكان قد فرَّ من الملاحقة القضائية بالسفر إلى مالاوي للعمل هناك كإرسالي، لكنه عاد إلى سلوفينيا بعد إصدار الإنتربول مذكرة توقيف بحقه.

## إسبانيا

### أسقفية تينيريفي
- في عيد الميلاد عام 2007، أثار أسقف تينيريفي، برناردو ألفاريز، جدلاً واسعًا في إسبانيا بعد تصريحات بدا أنها تساوي بين التحرش بالأطفال والمثلية الجنسية، كما أنه ألقى باللوم على الضحايا.[217] ومن بين تصريحاته المثيرة للجدل:

"هناك مراهقون يبلغون من العمر 13 عامًا، وهم قُصَّر، لكنهم في اتفاق تام مع هذه الأفعال، بل وأكثر من ذلك، فهم يريدونها، وإذا لم تكن حذرًا، فقد يستفزونك حتى."
- في فبراير 2019، شككت وزارة العدل الإسبانية في مصداقية تعاون الكنيسة الكاثوليكية في تحقيقات الاعتداء الجنسي، وفي هذا الوقت لم يكن قد تقدم سوى عدد قليل من الضحايا علنًا.[219] وفي نفس الشهر، عرضت نتفليكس فيلمًا وثائقيًا يكشف مزاعم جديدة حول الاعتداء الجنسي داخل الكنيسة الكاثوليكية الإسبانية.[220]

### إخوة ماريست
حتى مارس 2016، تم تقديم 29 شكوى ضد ستة معلمين سابقين من ثلاث مدارس تابعة لإخوة ماريست في برشلونة، واعترف ثلاثة منهم بارتكاب الجرائم المزعومة. بحلول فبراير 2019، ارتفع عدد الشكاوى إلى 43، وشمل 12 معلمًا متهمًا بالاعتداء الجنسي. حتى هذا التاريخ، تم توجيه اتهامات جنائية إلى اثنين من الإخوة الماريست في برشلونة، حيث أدين أحدهما بينما كان الآخر بانتظار المحاكمة. في مارس 2019، بدأت محاكمة الأخ الماريستي الثاني الذي لم يصدر حكم بحقه بعد.

### أبرشية مريدا-باداخوز
في أبريل 2019، أيدت المحكمة العليا الإسبانية إدانة القس الكاثوليكي خوسيه فرنانديز بتهمة الاعتداء الجنسي على صبيين يبلغان من العمر 12 عامًا في باداخوز، وأكدت حكم السجن لمدة 17 عامًا وسبعة أشهر الصادر بحقه. كما تم إدانة والدي أحد الضحايا، وهو صبي روماني كان يعمل مساعدًا في الكنيسة (خادم مذبح)، وحكم عليهما بالسجن أربع سنوات بسبب سماحهما لفرنانديز بإساءة معاملة ابنهما.

### أبرشية غرناطة
- بين نوفمبر 2014 ويناير 2015، تم اعتقال 10 كهنة كاثوليك واثنين من العاملين في الكنيسة بتهمة التحرش بأربعة فتيان خدام مذبح، لكنهم أُطلق سراحهم بكفالة لاحقًا.[224] في فبراير 2015، كشفت التقارير القضائية أن المتهم الرئيسي، وهو الأب رومان مارتينيز، حوّل الفيلا الخاصة به على قمة تلة، حيث وقعت الاعتداءات المزعومة، إلى "مكان للحفلات". كان أحد الضحايا المزعومين، ديفيد راميريز كاستيو، الذي كان طالبًا لدى مارتينيز في دروس التعليم المسيحي قد أُجبر على زيارة الفيلا "لتعميق إيمانه". بعد توجيه التهم، تم تعليق جميع المتهمين من الخدمة الكهنوتية.[225]

### أبرشية كارتاخينا
في 18 مايو 2020، أعلن خوسيه مانويل لوركا بلانيس، أسقف كارتاخينا، عن بدء تحقيق كبير في مزاعم الاعتداءات الجنسية داخل الكنيسة، والتي امتدت من عام 1950 إلى 2010. حتى ذلك الحين، ظهر ثمانية ضحايا محتملين علنًا، ودعا الأسقف المزيد من الضحايا إلى التقدم بشهاداتهم.

## المملكة المتحدة

### إنجلترا
بين عامي 2001 و 2014، تم إلغاء الخدمة الكهنوتية لـ 52 من رجال الدين الكاثوليك في جميع أنحاء إنجلترا وويلز. في عام 2020، أصدرت اللجنة المستقلة للتحقيق في إساءة معاملة الأطفال تقريرًا وصف فيه الكنيسة الكاثوليكية في إنجلترا وويلز بأنها "غطت على" الادعاءات المتعلقة بالاعتداء الجنسي، واتهمت العديد من رجال الدين الكاثوليك في إنجلترا وويلز. وفقًا للتقرير، قال فينسنت نيكولز، الكاردينال الحالي والأكبر من رجال الدين الكاثوليك في إنجلترا وويلز، "لم يكن هناك اعتراف بأي مسؤولية شخصية". كما اتهم التقرير نيكولز بحماية سمعة الكنيسة بدلاً من حماية الضحايا، وأنه افتقر إلى التعاطف مع الضحايا.

#### أبرشية برمنغهام
تم الحكم على الأب ألكسندر بيدي وولش بالسجن لمدة 22 عامًا في مارس 2012 بتهم ارتكاب جرائم اعتداء جنسي خطيرة ضد أطفال. استخدم وولش الدين للتحكم في ضحاياه الشباب، حيث أخبر أحد الأولاد أن شرب الكحول سيؤدي به إلى الجنة، وآخر اعتقد أن الاعتداء كان يد الله تلمسه. أدى أحد ضحاياه إلى محاولة انتحار. كما كان لوولش إدانة سابقة بتهمة سوء السلوك في الكمبيوتر.
عمل جيمس روبنسون في رعايا في منطقة ميدلاندز الإنجليزية، وعندما حدثت مزاعم اعتداء جنسي في ثمانينيات القرن الماضي، سمحت الكنيسة الكاثوليكية له بالهروب إلى الولايات المتحدة على الرغم من معرفتها بـ"علاقة غير صحية" كانت له مع أحد الأولاد. بقي روبنسون حُرًا لمدة 20 عامًا حتى تم تسليمه إلى المملكة المتحدة في العقد الأول من القرن الـ21 لمواجهة التهم. تم حكم على روبنسون بالسجن لمدة 21 عامًا بتهم متعددة تتعلق بالاعتداء الجنسي على الأطفال. وكانت الكنيسة الكاثوليكية قد دفعت له ما يصل إلى 800 جنيه إسترليني شهريًا رغم معرفتها بالادعاءات ضده.
هناك مزاعم واسعة النطاق بشأن الإساءة الجسدية والعاطفية والجنسيّة للأطفال غير المحميين في منزل الأب هودسون في كولشيل، وريكشاير. هناك حتى مزاعم بأن الأطفال الضعفاء اختفوا بشكل غامض. وفقًا للتقارير، كان رجال الدين والراهبات هم من ارتكبوا هذه الأفعال.

### أبرشية شروزبري
في ديسمبر 2012، تم تورط موظفو مدرسة الإخوة المسيحيين سانت أمبروز كوليدج في ألتريتشام في قضية التحرش الجنسي بالأطفال، حيث تم اتهام موظفي المدرسة بارتكاب أعمال اعتداء جنسي داخل المدرسة وخارجها، على الرغم من أنه لم يُذكر أن أي من الموظفين الحاليين كانوا متورطين. اتصل أكثر من خمسين طالبًا سابقًا بالشرطة، إما كـ ضحايا أو شهود على الاعتداءات الجنسية. يقال إن الاعتداء الجنسي، الذي شمل تحرشًا بالأطفال أثناء تنفيذ العقاب البدني، بدأ في 1962 واستمر لأكثر من أربعة عقود.
تم إدانة آلان موريس، الشماس الكاثوليكي الذي شغل منصب معلم ونائب مدير في سانت أمبروز كوليدج، في 2014 بـ 19 تهمة تحرش جنسي ارتكبها بين 1972 و1990. تم الحكم عليه بـ تسع سنوات في السجن. في المجموع، تم إصدار 47 لائحة اتهام، تم الكشف عن 27 منها على الأقل منذ إدانة موريس.

### أبرشية ليفربول
في ديسمبر 2018، أدين القس السابق في ليفربول فرانسيس ويليام سيمبسون بالاعتداء الجنسي على أربعة أولاد أمام والديهم، أحدهم في السابعة من عمره. في فبراير 2019 حُكم على سيمبسون بالسجن لمدة عامين وشهرين.

### أبرشية ليدز
في الأول من ديسمبر 2020، واجه كاهن أبرشية ليدز الأب باتريك سميث أربع تهم بالاعتداء غير اللائق على أربعة فتيان تقل أعمارهم عن 16 عامًا أثناء خدمته للكنيسة الكاثوليكية في ليدز وسكيبتون بين عامي 1979 و1983. تم التحقيق مع سيمث من قبل شرطة غرب يوركشاير بشأن هذه الادعاءات. كان من المقرر أن يمثل لأول مرة أمام محكمة ليدز الجزئية في 16 ديسمبر 2020. في أبريل 2022، أدين بالاعتداء الجنسي على ستة فتيان وحُكم عليه بالسجن لمدة 7.5 سنوات.

## الفاتيكان

### الدولة البابوية
في 23 يونيو 2018، أدانت محكمة الفاتيكان الدبلوماسي السابق المونسنيور كارلو كابيلا بتهمة حيازة مواد إباحية للأطفال أثناء خدمته في البعثة الفاتيكانية في الولايات المتحدة، وأصدرت بحقه حكمًا بالسجن لمدة خمس سنوات. وكان كابيلا قد تم تعيينه كشماس لمرشد البابا بندكتوس السادس عشر في 2008. بدأت التحقيقات في قضيته منذ 2017. في 9 ديسمبر 2019، رفع محامون دعوى قضائية بتهمة التحرش الجنسي ضد الفاتيكان، تتعلق بالتغطية المحتملة على الجرائم التي ارتكبها الكاردينال السابق ثيودور مكاريك.
في 19 نوفمبر 2020، رفع أربعة أشخاص دعوى قضائية ضد الفاتيكان في محكمة اتحادية في نيوارك، نيو جيرسي، حيث اتهموا الفاتيكان بالفشل في الرقابة على مكاريك، الذي كان تحت إشرافه الكامل كوظيفة. ورغم ذلك، يدافع الفاتيكان عن موقفه بالقول إن رجال الدين ليسوا موظفين لديه وأنه يتمتع بحصانة كدولة ذات سيادة، وهو ما يمنحه دفاعًا ضد هذا النوع من القضايا.

### مدينة الفاتيكان
- في 14 أكتوبر 2020، بدأ أول محاكمة جنائية في الفاتيكان تتعلق بقضية الاعتداء الجنسي، حيث اتُهم القس جابرييل مارتينيلي (28 عامًا)، الذي كان طالبًا في إكليريكية القديس بيوس العاشر بين 2007 و2012، بالتحرش بأحد زملائه، وإلى جانب مارتينيلي، تم اتهام رينيكو راديشي (72 عامًا)، رئيس الإكليريكية السابق، بتهمة التحريض والمساعدة على التحرش بالطالب المعني.[252][253][254]

## انظر أيضًأ
- حالات الاعتداء الجنسي الكاثوليكية
- حالات الاعتداء الجنسي الرومانية الكاثوليكية حسب البلد
- اعتداء جنسي على الأطفال
- اعتداء ديني

### فهارس
- Burke، Jill (سبتمبر 2006). "Sex and Spirituality in 1500s Rome [etc.]". The Art Bulletin. ج. 88 ع. 3: 482–495. DOI:10.1080/00043079.2006.10786301. S2CID:193091974.
- Hillerbrand، Hans Joachim (2007). The Division of Christendom. Louisville: Westminster John Knox Press. ص. 53.
- Mullett، Michael A. (2015). Martin Luther. Abingdon and New York: Routledge. ص. 281.
- Roscoe، William (1806). The Life and Pontificate of Leo the Tenth (ط. 2nd). London. ج. 4.
- Wilson، Derek (2007). The life and legacy of Martin Luther. Random House. ص. 282.